# Марганецька катастрофа
Марганецька катастрофа — зіткнення на залізничному переїзді у Дніпропетровській області поблизу міста Марганець пасажирського автобуса й електровоза ВЛ8 12 жовтня 2010 року, внаслідок якого загинули 45 осіб, в тому числі троє дітей. В автобусі «Еталон», що їхав міським маршрутом № 1 «Поліклініка — Городище», було 49 пасажирів. Унаслідок зіткнення з локомотивом 37 осіб загинули відразу, 12 були доставлені в міську лікарню міста Марганець у тяжкому стані. Дві людини померли вже в лікарні.
За даними МНС, винним у ДТП був водій автобуса, який проігнорував сигнал світлофора і виїхав на переїзд. Водій Микола Гречко, 1954 року народження, загинув на місці аварії.
Президент Віктор Янукович, що саме перебував з візитом у Дніпропетровську, оголосив 13 жовтня 2010 року днем жалоби в Україні. Прем'єр-міністр Микола Азаров заявив про посилення нагляду за пасажирськими перевезеннями в країні. Був створений штаб з ліквідації наслідків аварії, розслідування причин та допомоги постраждалим та їхнім сім'ям. Штаб очолив перший віцепрем'єр-міністр України Андрій Клюєв.